# 21-й окремий мотопіхотний батальйон «Сармат»
21-й окремий мотопіхотний батальйон «Сармат» (21 ОМПБ, в/ч А2962, пп В2604) — формування у складі Збройних сил України, створене у червні 2014 року як добровольчий 21-й батальйон територіальної оборони «Сармат» з мешканців Херсонської області.

## Історія
Комплектування батальйону «Сармат» особовим складом розпочалося на основі Закону України від 25 березня 1992 року № 2232-ХІІ «Про військовий обов'язок і військову службу», «Положення про проходження громадянами військової служби у Збройних Силах України», наказу Міністра оборони України «Про затвердження Інструкції про організацію виконання Положення про проходження громадянами України військової служби у Збройних Силах України».
Батальйон почали формувати у травні 2014 року. Відбувалося це в найскладніший для наших Збройних сил період, коли Україна безпосередньо зіткнулася з агресією Росії. У червні 2014 року військові пройшли бойове злагодження на полігоні у Чорнобаївці.
У другій половині липня 2014 року, батальйон «Сармат» був направлений у Каховський район для посилення охорони адміністративної межі з Кримом, окупованим Російською Федерацією, та охорони Каховської ГЕС.
Восени 2014 року батальйон переформовано з батальйону територіальної оборони у 21-й окремий мотопіхотний батальйон та підпорядковано 28-й окремій механізованій бригаді  
На початку грудня 2014 року батальйон пройшов підготовку на полігоні «Широкий Лан» у Миколаївській області, і вже 15 грудня 2014 року був відряджений до зони проведення АТО де брав участь у бойових діях.
У травні 2015 року батальйон підпорядковано новоствореній 56-й окремій мотопіхотній бригаді

## Структура
- Управління (штаб)
- 1-ша механізована рота
- 2-га мотопіхотна рота
- 3-я мотопіхотна рота
- рота вогневої підтримки
- мінометні підрозділи
- підрозділи ППО
- підрозділи бойового та логістичного забезпечення

## Діяльність
З липня 2014 року особовий склад військової частини виконує службові й бойові завдання із захисту незалежності та територіальної цілісності держави в районі проведення антитерористичної операції та операції Об'єднаних Сил:
2014 — Кальчик, Павлопіль, Чермалик;
2015—2016 — Сартана, Гнутове, Талаківка, Чермалик, Новоселівка;
2017 — адміністративна межа з окупованим Кримом та південний кордон України.
30 червня 2017 року близько 2:00 в районі коси Малої у Перекопській затоці бійці 21-го батальйону із застосуванням прийомів рукопашного бою затримали двох окупантів, які морем дісталися з окупованого Криму до материкової України. Затримані пояснили, що вони військовослужбовці Прикордонної служби ФСБ РФ, виконували роль навчальних порушників кордону під час навчань, але збилися з маршруту. Увечері цього ж дня Каланчацький районний суд заарештував російських окупантів на 15 діб.
У 2018—2021 роках військовослужбовці батальйону «Сармат» пильнують Водяне, Опитне, район Донецького аеропорту, Невельське, Красногорівку, околиці Донецька.
24 лютого 2022 року "Сармат" був на своїх позиціях у населеному пункті Піски, поблизу Донецька. Ще з середини лютого  противник почав обробляти позиції сарматівців мінометним вогнем. Тож до зустрічі окупантів військові були готові. 
Але російські окупаційні війська почали наступ на іншому напрямку. Перший бій прийняли сарматівці, що залишалися у пункті постійної дислокації в Маріуполі. Військовослужбовці виконували завдання з оборони міста, а коли Маріуполь був оточений російськими військами, вирішили виходити з оточення з боєм. Сарматівці вийшли з міста зі штатною зброєю, доєдналися до своєї частини на Донеччині та продовжили виконувати бойові завдання. 
Тоді ж у лютому група військовослужбовців "Сармату" була направлена на посилення у Волноваху. До середини березня сарматівці ефективно стримували окупаційні війська на цьому напрямку, про що свідчить нагородження кількох військовослужбовців орденами "За мужність" ІІ та ІІІ ступеня. 
Поки одні сарматівці утримували Піски під постійним турбуючим вогнем російських окупантів, інші у березні - серпні 2022 року виконували бойове завдання поблизу населених пунктів Новоселівка, Золота Нива, Старомлинівка. Наступ росіян на цьому напрямку вдалося зупинити, у тому числі й завдяки майстерності бійців батальйону. В одному з боїв їм вдалося захопити кілька російських БМП 3 і поповнити свій парк гусеничної техніки. 
Штурмувати позиції "Сармату" в Пісках ворог почав у квітні 2022 року. Усі спроби штурмів протягом квітня - липня були відбиті. При цьому артобстріли позицій батальйону посилювалися. 
Наприкінці липня ворог розпочав наступ на цьому напрямку. За добу захисники Пісків витримували кілька потужних артобстрілів, і після кожного з них відбивали штурм росіян. Більше двох місяців майже безперервних артобстрілів і штурмів знадобилися окупантам аби взяти під контроль невеличке селище під самим Донецьком. 
Під щільним артвогнем сарматівці змушені були відійти і зайняти оборону у селищі Первомайському, яке і досі утримують Збройні Сили України. 
У грудні батальйон вийшов на доукомплектування та підготовку нових кадрів. І вже наприкінці січня взяв участь в обороні Вугледару. Завдяки зусиллям, в тому числі і військовослужбовців "Сармату" окупантів вдалося відкинути від міста. Росіяни зазнали значних втрат в живій силі і техніці. Лише сарматівці взяли в полон більше десятка російських морпіхів, зокрема й офіцерів.

## Командування
- Підполковник Віктор Євдокимов[7] — з 11.05.2014 по 27.10.2016
- Полковник Петро Скиба — з 28.10.2016 по 11.04.2017
- Підполковник Кубайчук Василь Борисович[8] — з 11.04.2017 по 19.02.2019
- Майор Олег Макуха — з 20.02.2019 по 27.08.2020[9]
- Юрчук Павло Павлович — з 27.08.2020 по лютий 2023[10][11]
- майор Поліщук Володимир Володимирович — з лютого 2023 по жовтень 2024

## Символіка
На емблемі батальйону зображено сарматського вершника, який стріляє з лука, здолу — хвилі Азовського моря.

## Втрати
- Під час несення служби біля Талаківки 2 листопада 2015 року у старшого сержанта Віктора Жирнова зупинилося серце.
- 3 грудня 2015 року під час виконання бойового завдання поблизу села Гнутове загинув солдат Валерій Числюк
- 1 січня 2016 року під час несення служби біля села Чермалик на Донеччині помер молодший сержант Андрій Снегір [Архівовано 9 липня 2021 у Wayback Machine.]
- 15 січня 2016 року під час несення служби поблизу смт. Мирне Волноваського району помер солдат Сергій Харенко [Архівовано 5 жовтня 2018 у Wayback Machine.]
- 25 квітня 2016 року у військовому шпиталі через лейкемію помер прапорщик Олександр Кудима [Архівовано 31 жовтня 2018 у Wayback Machine.]
- 23 травня 2016 року під час виконання бойового завдання поблизу села Павлопіль на Донеччині загинули молодший сержант Юрій Іржик та сержант Віталій Крутофіст
- 14 червня 2016 року в бою під Павлополем загинули молодший сержант Ігор Іванусь та молодший сержант Сергій Турковський
- Сержант Роман Коваль 30 червня 2016 року загинув внаслідок підриву на протипіхотній міні поблизу села Павлопіль, Волноваського району Донецької області.
- 29 серпня 2016 року загинув під час мінометного обстрілу Павлополя старший солдат Олег Кравченко
- 1 січня 2017 року під час несення служби поблизу смт. Донське (Волноваський район) трагічно загинув солдат Веніамін Куликов
- Перебуваючи у відпустці, 1 лютого 2017 року помер від серцевого нападу старший сержант Олександр Шарапов [Архівовано 20 лютого 2019 у Wayback Machine.]
- Трагічно загинув 20 квітня 2017 року сержант Едуард Гриза [Архівовано 6 жовтня 2018 у Wayback Machine.]
- 19 квітня 2018 року в місті Маріуполь уві сні помер від зупинки серця старший сержант Іван Жекало
- Сержант Олександр Лук‘янець [Архівовано 23 серпня 2021 у Wayback Machine.] 15 листопада 2018 року помер під час несення служби у Волноваському районі Донецької області.

### 2022
- 10 вересня 2022 року під час артилерійського обстрілу зі сторони противника в с.Піски, Донецької області загинув Коваль Юрій Миколайович, солдат, водій 3 мотопіхотного відділення 1 мотопіхотного взводу 2 мотопіхотної роти[13].
- Геннадій Костецький, стрілець-помічник гранатометника 1 мотопіхотного відділення 3 мотопіхотного взводу 3 мотопіхотної роти. Загинув 13 жовтня 2022 року під час виконання бойового завдання в населеному пункті Первомайське, Донецької області[14].
- Швець Олександр Анатолійович, командир бойової машини. 28 листопада 2022р в районі с.Кліщіївка біля Бахмута Донецької обл. потрапив під ворожий обстріл з мінометів та отримав поранення не сумісні з життям[15].

### 2023
- 24 лютого 2023 року в районі населеного пункту Вугледар Донецької області загинув Подолян Василь Вікторович, старший сержант, номер обслуги 1 мотопіхотного відділення 1 мотопіхотного взводу 2 мотопіхотної роти[16]

### 2024
- 4 вересня 2024 — Лупинос Микола Анатолійович («Хром»). 19 грудня 1991. Cин визначного політичного діяча-УНСОвця, дисидента і політв’язня радянських часів Анатолія Лупиноса. Помер в Дніпровському госпіталі внаслідок численних важких поранень, отриманих в запеклому бою поблизу Часового Яру Донецької області [17][18][19][20][21].
- 24 серпня 2024 року в районі м. Часів Яр загинув молодший сержант Вівсюк Микола Юрійович («Агроном»). 05.03.2001 року народження. Командир 2 відділення 2 мінометного взводу 2 мінометної батареї. Загинув від численних поранень в ході бойових дій [22].